# Sekta egoistów
Sekta egoistów (fr. La Secte des égoïstes) – powieść psychologiczna autorstwa Érica-Emmanuela Schmitta, wydana w 1994 roku. Pierwsza powieść w dorobku pisarza.

## Fabuła
Główny bohater, archiwista Gérard, podczas pracy przypadkiem natrafia na wzmiankę o żyjącym w I poł. XVIII wieku filozofie, Gasparze Languenhaertcie. Był on twórcą myśli zwanej egoizmem. Zakłada on, że prawdziwe jest jedynie to, czego człowiek jest świadomy. Rozwinięciem tej tezy są wnioski, że materia nie istnieje w świecie rzeczywistym, a jedynie w myśli człowieka, zatem człowiek jest stwórcą wszechrzeczy.
Źródło, na jakie natrafił Gérard, tj. Słownik patriotyczny, oprócz definicji terminu egoizmu opisuje też pokrótce losy Gaspara Languenhaerta na paryskich salonach. Wspomina też, że gdy jego teorie przestały być tam popularne, założył tzw. Sektę egoistów, będącym stowarzyszeniem skupionym wokół jego wykładów dotyczącej filozofii egoizmu.
Archiwista jest zafascynowany postacią Languenhaerta i jego myślą. Porzuca swoje dotychczasowe badania, by wyruszyć w podróż mającą na celu odkrycie dalszych losów XVIII-wiecznego filozofa.
Kolejne źródła na jakie trafia opisują coraz to dalsze losy egoisty Gaspara. Podczas swojej życiowej wędrówki, Languenhaert zmuszony jest skonfrontować swoją filozofię z kolejnymi wartościami, takimi jak seks, miłość czy religia. Opisy jego losów sprowadzają się do refleksji nad rolą ludzi w życiu człowieka. W konsekwencji stawiają pytanie o to, czy można budować szczęście tylko na fundamencie własnych pragnień, bez budowania więzi z bliskimi.

### Czas i miejsce akcji
Akcja powieści rozgrywa się w 1986 roku. Rozgrywa się przede wszystkim w budynkach bibliotek i archiwów w Paryżu, a także Amsterdamie i Hawrze, gdzie główny bohater wybrał się w poszukiwaniu informacji o Languenhaertcie. Źródła, na które natrafia, przenoszą czytelnika w paryskie salony doby oświecenia i do holenderskiej posiadłości rodu Languennerów.

### Bohaterowie

#### Pierwszoplanowi
- Gérard Lagueret – archiwista, prowadzi badania w Bibliotece Narodowej w Paryżu. Z czasem jego zainteresowanie przeradza się w obsesję. Miał kuzynkę, Harriet Sommervil, żyjącą w Minnesocie. Zainspirowany przez Starca, sam opisał ostatni epizod z życia Languenhaerta.
- Gaspar Languenhaert – filozof żyjący w I połowie XVIII wieku, twórca prądu zwanego egoizmem, autor zaginionego Zarysu nowej metafizyki. Pochodził z Holandii, do Paryża przeprowadził się wraz z rodzicami, którzy tam zmarli. Gdy jego rozważania przestały być popularne na paryskich salonach, powrócił do rodzinnej posiadłości. Tam rozwijał swoją myśl pod wpływem kolejnych bodźców, jak miłość do Cyganki i jej tragiczna śmierć. Ostatecznie popadł w chorobę psychiczną i uzależnienie od opium.
- Starzec – tajemniczy naprowadzający Gérarda na kolejne tropy, by wreszcie móc wyjaśnić mu klucz do zrozumienia fenomenu Languenhaerta. W młodości poznał osobiście Champolina.
- Jean-Lou de Languenner – potomek rodu Gaspara, właściciel klubu sportowego Vitatoxiformidable w Cherbourgu. Sprzedał rodzinny dom pod budowę autostrady, w zamian za co otrzymał pieniądze potrzebne mu do otworzenia owego klubu.

#### Autorzy źródeł, z których korzystał Gérard
- Fustel des Houilléres – autor Słownika patriotycznego, opublikowanego w 1798 roku przez księgarza Nicéphore'a Salvina. Zawarł w nim biogram Languenhaerta.
- Mallin Mallier – autor Galerii wielich ludzi z 1786 roku, zbioru rycin, w którym zapowiedziano, lecz nie umieszczono portretu filozofa-egoisty.
- Denis Diderot – autor Przechadzki sceptyka, w której opisuje spotkania z różnymi spotkanymi przez siebie filozofami, w tym tajemniczego egoistę, identyfikowanego przez Gérard jako Gaspar Languenhaert. Postać autentyczna.
- Hubert de Saint-Igny – autor wspomnień opisujących jego przygody na paryskich salonach. Na ich łamach opisał także spotkanie z Languenhaertem.
- Guillaume Amfrye de Grécourt – filozof, w jednym ze swoich opisów zamieścił dialog dydaktyczny Automonofila z Kleantesem, gdzie ten pierwszy jest przez Gérarda utożsamiany z Languenhaertem.
- Jean-Baptiste Néré – autor Memuarów człowieka prawego z 1836 roku, gdzie precyzyjnie opisuje historię tzw. Szkoły egoistycznej, egzystującej w 1732 roku w Montmartrze, na podstawie wspomnień historyka Henriego Raigniera-Lalou.
- Amédée Champolin – profesor Liceum Colberta w Hawrze, autor Rękopisu Champolina, będącym fikcyjnym wyobrażeniem na temat życia Languenhaerta po powrocie do Holandii, opowiedzianym przez przypadkiem spotkanego potomka samego filozofa.